# Waalsestraat

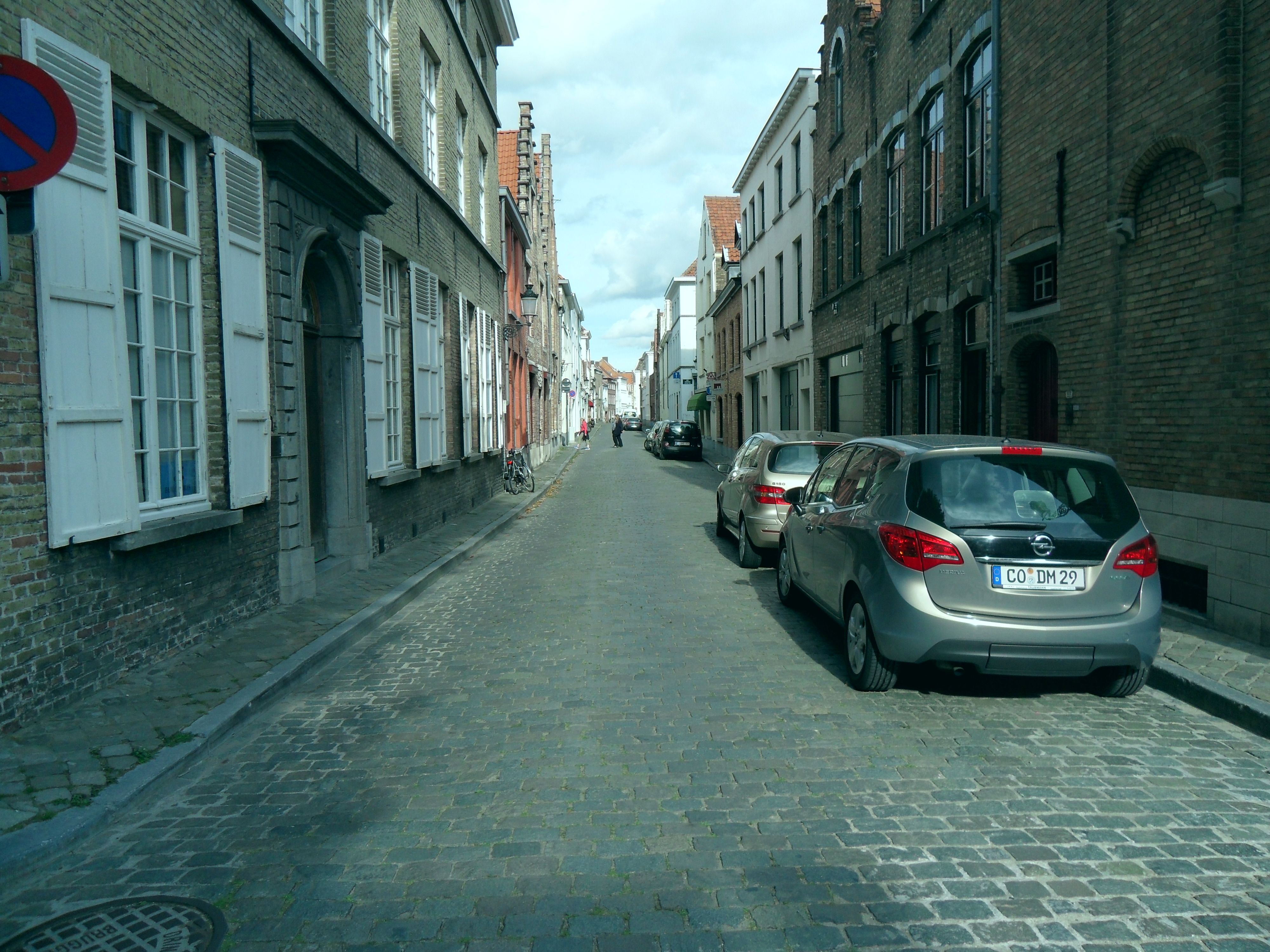
De Waalsestraat in Brugge.

De Waalsestraat is een straat in Brugge.

## Beschrijving
Wael of Wal komt zo vaak voor in de betekenis van plas, poel, moeras, waterloop, dat men zich mag afvragen of dit ook hier de oorsprong niet is. Documenten in die zin zijn echter niet aanwezig.
Jos De Smet vond in 1312 de 'Waelstrate' en meende dat die genoemd was naar de vroegere stadswal aan het Pandreitje. Albert Schouteet wees naar een huis genaamd 'de Waalse Stegher' in 1579, maar het lijkt, op dit late tijdstip, een naam die eerder het gevolg dan wel de oorzaak van de straatnaam is.
De Waalsestraat loopt van het Pandreitje naar de Witteleertouwersstraat.